# Vadas Mihály
Vadas Mihály (Gyula, 1956. szeptember 30. –) magyar filmrendező, egyetemi tanár, többszörös világbajnok harcművész, a SZINTÉZIS Szabadegyetem oktatója.

## Életpályája
1978-tól a Magyar Televízió ügyelője, rendezőasszisztense, rendezője volt, majd a szórakoztató főszerkesztőség vezetője lett. 1988–1991 között a Színház- és Filmművészeti Főiskola filmrendező szakán tanult. 1993–1997 között a Színház- és Filmművészeti Főiskola tanársegéde volt, ahol tv-rendezést tanított. 2003–2004 között a Magyar Televízió programigazgató-helyettese, 2004–2006 között programigazgatója volt. 2006–2007 között az ATV programigazgatója volt. 2008 óta a Magyar Televízió filmfőszerkesztője.
Tajcsicsuant több mint harminc éve tanul és tanít. Több nemzetközi szemináriumot, tábort vezetett, könyvet és videókat adott ki, sokszoros vb-, vk-, Eb-győztes és magyar bajnok. Mantak Chia Gyógyító Tao rendszerét évek óta tanulmányozza és oktatja. Metafizikát tizenöt éve tanul Gill Wright-ól, és a tanárképző kurzust is elvégezte. Rendszeresen szerepel televíziókban, illetve publikál és előadásokat tar. Fő tevékenysége kelet és nyugat hagyományait, eredményeit ötvözve egy olyan gyakorlati módszer kidolgozása, amely a legkorszerűbb módon segít a 21. század emberének a személyiségintegrációban, a helyes kapcsolatok kialakításában, a megfelelő tapasztalatok, a „saját élmény” megszerzésében.
Öt gyermeke van.

## Filmjei
- Indul a bakterház (1980), rendezte Mihályfi Imre
- Leányvásár (1982), rendezte Zsurzs Éva
- Klapka légió (1983)
- Különös házasság (1984), rendezte Zsurzs Éva
- Széchenyi napjai (1985)
- Kérők (1986)
- Szomszédok (1987-1999)
- Lordok háza (1988)
- Magyarországi Rómeó és Júlia (1992)
- Nap - Tv (1992-1993)
- Meghallgatás (1992)
- Ibolya (1992)
- Vízöntő (1992-1995)
- A hét (1995-1997)
- Visszanézés (1995-1998)
- Alibi
- Szörényi Éva portré
- Magyarok Új - Kaledóniában
- Táncterápia
- A Dunánál
- Nyitott száj
- Úton (1995-1997)
- Az ügy
- Hőmérő
- Vízöntő
- Mákvirágok
- A szerep (2007)
- A szólás szabadsága
- Friderikusz Most

## Díjai
- A filmszemle fődíja (1989)
- A filmszemle különdíja (1993)

Könyvei:
- Szomszédok 1989
- Taijiquan 1998
- Belső Erő 2016
CD
- Belső Mosoly